# Зажечани
Зажечани (пол. Zarzeczany) — село в Польщі, у гміні Ґрудек Білостоцького повіту Підляського воєводства.
Населення — 87 осіб (2011).
У 1975-1998 роках село належало до Білостоцького воєводства.

## Демографія
Демографічна структура станом на 31 березня 2011 року:
|          | Загалом | Допрацездатний вік | Працездатний вік | Постпрацездатний вік |
| -------- | ------- | ------------------ | ---------------- | -------------------- |
| Чоловіки | 38      | 6                  | 28               | 4                    |
| Жінки    | 49      | 6                  | 27               | 16                   |
| Разом    | 87      | 12                 | 55               | 20                   |